# Der Sandkasten
Der Sandkasten ist ein Roman von Christoph Peters, der 2022 bei Luchterhand erschien. Er handelt vom Scheitern eines prominenten Radiomoderators an den sich ändernden Gepflogenheiten des politischen Betriebes in Berlin.

## Inhalt
In einer Vorbemerkung weist Peters darauf hin, dass „motivische und kompositorische Parallelen zu Wolfgang Koeppens Roman Das Treibhaus beabsichtigt und Teil des Spiels“ seien. Koeppens Roman benutzt Peters dabei wie eine Spielanleitung, gliedert den Sandkasten wie Koeppen das Treibhaus in fünf Kapitel und verwendet für die Motti des Buches Zitate derselben Autoren, die schon Koeppen seinem Roman voranstellte. Wie Koeppen montiert er seine Wirklichkeit aus dem Material der politischen Realität zusammen. Das Treibhaus erschien 1953 und spielt in Bonn, Protagonist ist Felix Keetenheuve, SPD-Bundestagsabgeordneter, ein ehemaliger Journalist aus der Weimarer Republik, der aus dem Exil zurückgekehrt ist. Er geht am aufblühenden Intrigenspiel des politischen Systems und an sich selbst zugrunde. Keetenheuve erstickt im Sumpf aus Korruption und Restauration. Koeppens Bonner Treibhaus wird bei Peters zum Berliner Sandkasten. Eine Stadt, auf märkischem Sand gebaut. Protagonist ist der Journalist Kurt Siebenstädter. Auch er scheitert am System und sich selbst. Ob er schließlich, wie Keetenheuve, Suizid begeht oder Opfer eines Verkehrsunfalls wird, bleibt offen.

### Kurt Siebenstädter
Siebenstädter ist ein erfolgreicher Radiomoderator, knapp über 50, verheiratet und Vater einer Tochter. Seine frühmorgendliche Sendung im einflussreichsten Rundfunksender Deutschlands brachte ihm den Ruf eines gnadenlosen Gesprächspartners ein, der weder Schonung kennt noch Unterschiede macht. Eines Journalisten, der an nichts glaubt außer daran, dass die Medien unangenehm zu sein hätten, statt Positionen zu beziehen. Verständnislos bemerkt er, dass seine Art des Journalismus ein Auslaufmodell geworden ist, dass Begriffe umgedeutet werden und dass ein Skeptiker wie er plötzlich verdächtig wird. Er muss zur Kenntnis nehmen, dass seine ironisch-distanzierte Haltung zu den Dingen als ausgelaugte Pose eines privilegierten, haltungslosen Reaktionärs gedeutet wird. Auch seine um 13 Jahre jüngere Frau und seine pubertierende Tochter halten ihn mittlerweile für einen alterskonservativen Sack, der nicht in die sensiblen Zeiten passt.

### Erkennbare Politiker
Peters versichert, dass seine Figuren nicht mit realen Personen identisch seien. Trotzdem lassen sich die Vorbilder für die Spitzenpolitiker, die im Roman vorkommen, von Rezensenten leicht identifizieren: Der Oberliberale Buchner, ein „eiskalter Machtmensch und eitler Schönling“, hat Züge von FDP-Chef Christian Lindner. Und der SPD-Politiker Professor Bernburger, ein Moralapostel im Tweed-Jackett, ist die Karikatur des SPD-Gesundheitspolitikers Karl Lauterbach. Mit dem im Roman amtierenden Gesundheitsminister Sven Scheidtchen, einem prinzipienlosen „Ehrgeizling“, ist Jens Spahn gemeint. Wolfgang Kubicki firmiert als „holsteinischer Lebemann“ Lothar Radunski, über den eine SPD-Politikerin im Roman urteilt, er sei „der Prototyp einer überholten Politikergeneration, skrupellos, machtgeil, sexistisch: der fleischgewordene Herrenwitz“.

## Rezeption
Für Elmar Krekeler (Die Welt) ist Der Sandkasten eine Art Remake, eine messerscharf modernisierte Paraphrase von Koeppens erstem und gnadenlos garstigem Porträt der frühen Bundesrepublik.
Peters’ Erzählung tendiere aber entschiedener zur Groteske, ohne sich aber „allzu weit von der wahren und zumindest journalistisch verbürgten Wirklichkeit in den Funkhäusern und in den Parlamentsbüros und den Parteizentralen wegzubewegen“. Die drehe in sich selbst und durch. Was sich in der Welt, im Land abspiele, sei herzlich egal. Die Demokratie sei „eine Machtmaschine ohne Gewissen und Verstand. Und alle, die an ihr beteiligt sind, sie prägen, führen, verteidigen oder kritisch begleiten sollen, arbeiten nur an ihrem eigenen Vorteil.“
Christoph Schröder (Süddeutsche Zeitung) befindet, dass Peters stilistisch auf die klassische Moderne, auf die Großstadtromane des frühen 20. Jahrhunderts rekurriere. Er lege Strukturen des politischen Betriebes literarisch frei, was in der deutschsprachigen Gegenwartsliteratur erstaunlich selten sei.
Dem Rezensenten der Frankfurter Allgemeinen, Thomas Thiel, ist die Geschichte manchmal etwas zu realitätsnah, doch die Skepsis, mit der Peters erzählt, sagt ihm zu.